# Patrimoni dell'umanità della Sierra Leone
I patrimoni dell'umanità della Sierra Leone sono i siti dichiarati dall'UNESCO come patrimonio dell'umanità in Sierra Leone, che è divenuta parte contraente della Convenzione sul patrimonio dell'umanità il 7 gennaio 2005.
Al 2025 un solo sito è iscritto nella Lista dei patrimoni dell'umanità: il Complesso Gola-Tiwai, scelto nel 2025 in occasione della quarantasettesima sessione del comitato del patrimonio mondiale. Quattro sono invece le candidature per nuove iscrizioni.

## Siti del Patrimonio mondiale
| Foto | Sito                 | Luogo                                                            | Tipo                   | Anno | Descrizione |
| ---- | -------------------- | ---------------------------------------------------------------- | ---------------------- | ---- | --- |
|      | Complesso Gola-Tiwai | Distretto di Kailahun, Distretto di Kenema, Distretto di Pujehun | Naturale (1746; ix, x) | 2025 | Questo sito seriale comprende il Parco nazionale della foresta pluviale di Gola e il Santuario faunistico dell'isola di Tiwai. Parte del Greater Gola Landscape, si trova all'interno della foresta guineana superiore, un punto caldo di biodiversità. L'area accoglie oltre 1000 specie vegetali (113 endemiche), 55 mammiferi (19 minacciati a livello globale) e specie chiave come l'elefante africano delle foreste e l'ippopotamo pigmeo. Ospita anche fino a 448 specie di uccelli, tra cui il picatarte collobianco, in via di estinzione. Ricco di pesci d'acqua dolce, farfalle e libellule, il sito offre habitat vitali e servizi ecosistemici, riflettendo un elevato valore di conservazione e integrità ecologica. |

## Siti candidati
| Foto | Sito                                                 | Luogo                                  | Tipo                      | Anno       | Descrizione |
| ---- | ---------------------------------------------------- | -------------------------------------- | ------------------------- | ---------- | --- |
|      | Parco nazionale della penisola dell'Area Occidentale | Distretto rurale dell'Area Occidentale | Misto (5741; iii, vii, x) | 01/06/2012 | La penisola dell'Area Occidentale e le adiacenti Isole Banana vantano una lussureggiante foresta pluviale, spiagge incontaminate, montagne mozzafiato e scoscese, una cultura unica e antica e una grande storia. La penisola dell'Area Occidentale, che fa parte dell'ecosistema forestale dell'Alta Guinea, si trova sulla costa occidentale del paese e ospita circa 1-1,5 milioni di persone (il 20% della popolazione totale del paese). Il Parco nazionale della penisola dell'Area Occidentale (WAP-NP), che occupa il centro della penisola, si estende per circa 17 000 ettari di foresta chiusa. La bellezza e l'importanza naturale del parco sono ancora ben preservate. |
|      | Vecchio edificio del Fourah Bay College              | Freetown                               | Culturale (5744; iii)     | 01/06/2012 | L'edificio originale del Fourah Bay College si trova nell'estremità orientale di Freetown, la capitale della Sierra Leone. Il Fourah Bay College aprì nel 1827 come prima istituzione di istruzione superiore moderna nell'Africa subsahariana. Fino alla Seconda Guerra Mondiale, il Fourah Bay College offrì l'unica alternativa all'Europa e all'America per gli abitanti delle colonie britanniche dell'Africa occidentale che desideravano conseguire una laurea. L'edificio originale del Fourah Bay College è una struttura di quattro piani costruita con blocchi di laterite squadrati, la cui costruzione iniziò nel 1845. |
|      | Isola di Bunce                                       | Distretto di Port Loko                 | Culturale (5745; ii, iii) | 01/06/2012 | Bunce è un'isola disabitata alta 500 metri, situata a circa 32 chilometri a monte del fiume Sierra Leone da Freetown. L'isola di Bunce fu fondata come stazione di commercio di schiavi nel 1670. Dal 1670 al 1728 due compagnie, la Gambia Adventurers e la Royal African Company, gestirono l'isola in successione, per poi raggiungere il culmine della prosperità tra il 1744 e il 1807, durante la gestione privata da parte di un consorzio di aziende londinesi. All'apice del commercio di schiavi, i commercianti britannici deportarono decine di migliaia di schiavi africani nelle Americhe da questo luogo. Il commercio di schiavi cessò sull'isola con l'abolizione della tratta degli schiavi nel 1808. L'isola di Bunce preserva l'intera portata delle imprese ignobili e malvagie che la schiavitù ha rappresentato nella storia umana. |
|      | Portale del vecchio King’s Yards                     | Freetown                               | Culturale (5746; iii)     | 01/06/2012 | Il Portale del vecchio King’s Yards si trova presso uno degli ingressi del principale ospedale governativo della città di Freetown. Era l'ingresso al complesso in cui uomini e donne liberati dalla schiavitù venivano temporaneamente ospitati per la documentazione e per ricevere cure mediche di base prima di essere dispersi negli insediamenti che poi costituirono la colonia britannica. Con la totale soppressione della tratta degli schiavi il vecchio King's Yard cessò di essere utilizzato. Nel 1880 fu convertito nel "Colonial Hospital", che fu poi ulteriormente sviluppato fino a diventare l'attuale ospedale governativo centrale. Il Portale ricorda lo scopo del King's Yard su una lastra sopra l'arco datata 1819. |